# Cantonul Bustanico
Cantonul Bustanico este un canton din arondismentul Corte, departamentul Haute-Corse, regiunea Corsica, Franța.

## Comune
| Comune                                                                         | Populație (1999) | Cod poștal | Cod INSEE |
| ------------------------------------------------------------------------------ | ---------------- | ---------- | --------- |
| Aiti (Aiti, pieve de E Vallerustie)                                            | 32               | 20244      | 2B003     |
| Alando (Alandu, pieve de Boziu)                                                | 27               | 20250      | 2B005     |
| Altiani (Altiani, pieve de A Rogna)                                            | 107              | 20270      | 2B012     |
| Alzi (Alzi, pieve de Boziu)                                                    | 17               | 20240      | 2B013     |
| Bustanico (Bustanicu, pieve de Boziu)                                          | 64               | 20250      | 2B045     |
| Cambia (Cambia, pieve de E Vallerustie)                                        | 74               | 20244      | 2B051     |
| Carticasi (Carticasi, pieve de E Vallerustie)                                  | 31               | 20244      | 2B068     |
| Castellare-di-Mercurio (U Castellà, pieve de Mercuriu)                         | 34               | 20250      | 2B078     |
| Erbajolo (Erbaghjolu, pieve de A Rogna)                                        | 109              | 20250      | 2B105     |
| Érone (Erone, pieve de E Vallerustie)                                          | 6                | 20244      | 2B106     |
| Favalello (U Favalellu, pieve de Boziu)                                        | 43               | 20250      | 2B110     |
| Focicchia (Fughjuchja, pieve de A Rogna)                                       | 40               | 20250      | 2B116     |
| Giuncaggio (Ghjuncaghju, pieve de A Rogna)                                     | 64               | 20251      | 2B126     |
| Lano (Lanu, pieve de E Vallerustie)                                            | 22               | 20244      | 2B137     |
| Mazzola (A Mazzola, pieve de Boziu)                                            | 25               | 20250      | 2B157     |
| Pancheraccia (Pancheraccia, pieve de A Rogna)                                  | 173              | 20251      | 2B201     |
| Piedicorte-di-Gaggio (Pedicorti, pieve de A Rogna, ancien chef-lieu de canton) | 123              | 20251      | 2B218     |
| Pietraserena (A Petra Serena, pieve de A Rogna)                                | 75               | 20251      | 2B226     |
| Rusio (Rusiu, pieve de E Vallerustie)                                          | 77               | 20244      | 2B264     |
| San-Lorenzo (Sa Lurenzu, pieve de E Vallerustie, ancien chef-lieu de canton)   | 152              | 20244      | 2B304     |
| Sant'Andréa-di-Bozio (Sant'Andria di Boziu, pieve de Boziu)                    | 87               | 20250      | 2B292     |
| Santa-Lucia-di-Mercurio (Santa Lucia di Mercuriu, pieve de Mercuriu)           | 89               | 20250      | 2B306     |
| Sermano (Sermanu, pieve de Boziu, ancien et actuel chef-lieu de canton)        | 75               | 20250      | 2B275     |
| Tralonca (Tralonca, pieve de Talcini)                                          | 93               | 20250      | 2B329     |